# Classic Haribo 2005
La Classic Haribo 2005, dodicesima edizione della corsa, si disputò il 20 febbraio 2005 su un percorso di 188 km tra Uzès e Marsiglia. Fu vinta dal belga Gorik Gardeyn, che terminò in 4h40'03". La gara faceva parte del calendario dell'UCI Europe Tour 2005, categoria 1.1.
Dei 192 corridori partiti solo 19 terminarono regolarmente la corsa, gli altri arrivarono fuori tempo massimo.

## Ordine d'arrivo (Top 10)
| Pos. | Corridore         | Squadra         | Tempo    |
| ---- | ----------------- | --------------- | -------- |
| 1    | Gorik Gardeyn     | MrBookmaker     | 4h40'03" |
| 2    | Lilian Jégou      | F. des Jeux     | s.t.     |
| 3    | Alessandro Ballan | Lampre          | s.t.     |
| 4    | Ludovic Auger     | F. des Jeux     | a 6"     |
| 5    | Danilo Hondo      | Gerolsteiner    | a 38"    |
| 6    | Thomas Voeckler   | Bouygues Tél.   | a 48"    |
| 7    | Kilian Patour     | Crédit Agricole | a 1'08"  |
| 8    | Manuel Quinziato  | Saunier Duval   | s.t.     |
| 9    | Matej Mugerli     | Liquigas        | a 1'10"  |
| 10   | Arnaud Coyot      | Cofidis         | a 1'49"  |